# Chaka Khan
Chaka Khan, född Yvette Marie Stevens den 23 mars 1953 i Chicago i Illinois, är en amerikansk sångerska, också känd som Chaka Adunne Aduffe Yemoja Hodarhi Karifi Khan. Hon uppmärksammades 1972 av Stevie Wonder när hon ersatte Paulette McWilliams i musikgruppen Rufus. Sju år senare spelade hon in låten "I'm Every Woman" som blev listetta. Den av Prince skrivna låten "I Feel for You" hjälpte Chaka Khan återlansera sin karriär inom musikbranschen sex år senare. Hon har mottagit tio Grammy Award.
Medverkar också på gospelartisten Andraé Crouch album The Journey från 2011.
Prince och Chaka Khan brukade skriva låtar ihop.

## Diskografi
Studioalbum
- 1979 – Chaka
- 1980 – Naughty
- 1981 – What Cha' Gonna Do for Me
- 1982 – Echoes of an Era
- 1982 – Chaka Khan
- 1984 – I Feel for You
- 1986 – Destiny
- 1988 – ck
- 1992 – The Woman I Am
- 1998 – Come 2 My House
- 2004 – ClassiKhan
- 2007 – Funk This

Samlingsalbum
- 1989 – Life Is a Dance: The Remix Project
- 1993 – The Remix Project: Greatest Hits
- 1996 – Epiphany: The Best of Chaka Khan, Vol. 1
- 1999 – Dance Classics of Chaka Khan
- 1999 – I'm Every Woman: The Best of Chaka Khan
- 2006 – The Platinum Collection
- 2011 – The Essential Chaka Khan

Medverkar på
- 1985 – Miami Vice (Soundtrack 1)